# 伊拉尼亞

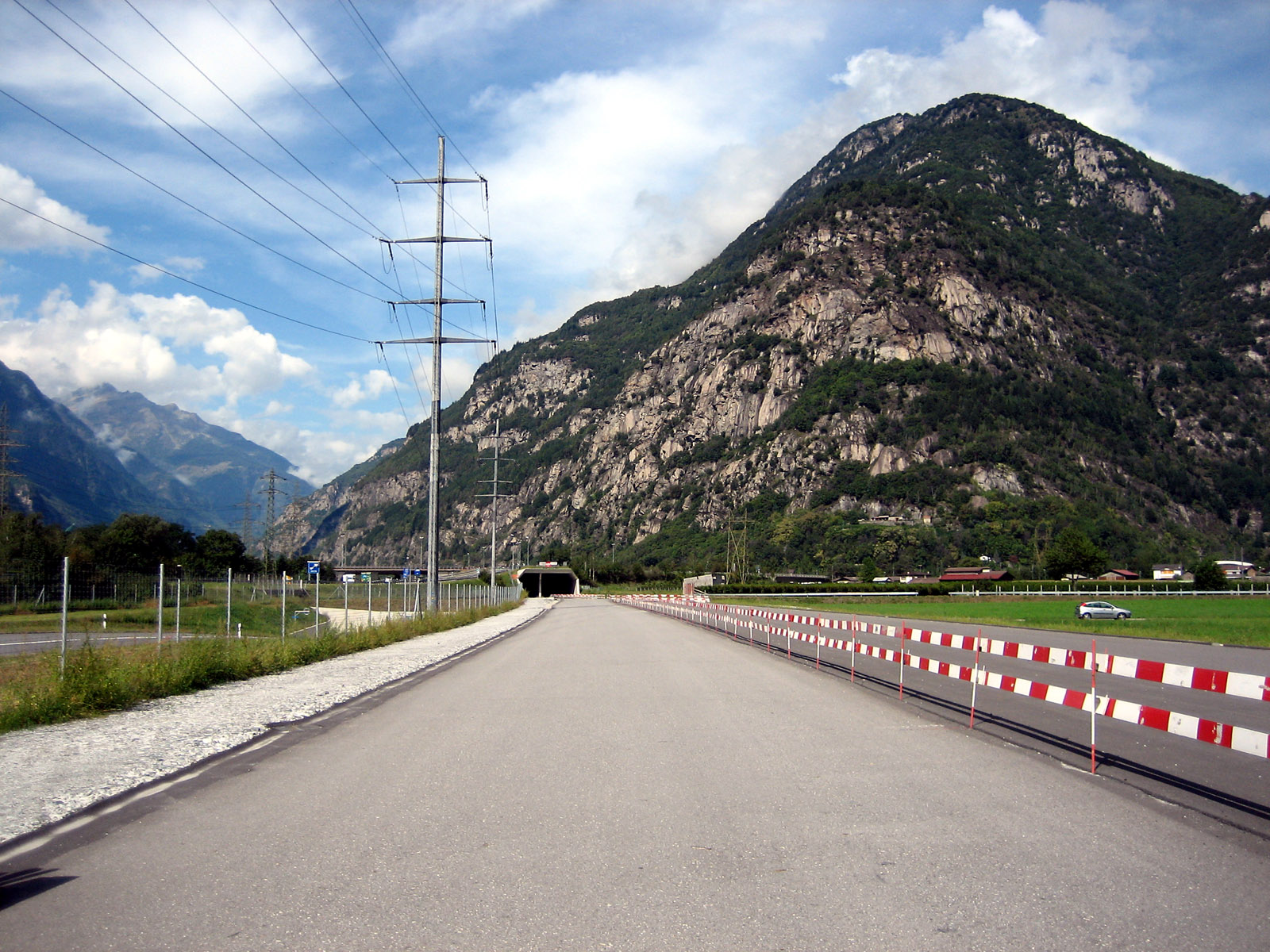

伊拉尼亞是瑞士的城鎮，位於該國南部，由提契諾州負責管轄，面積18.39平方公里，海拔高度295米，2011年人口549，八成半人口信奉羅馬天主教，人口密度每平方公里30人。